# Tourch
Tourch é uma comuna francesa na região administrativa da Bretanha, no departamento Finisterra. Estende-se por uma área de 19,52 km². Em 2010 a comuna tinha 1 039 habitantes (densidade: 53,2 hab./km²).